# Zygmunt Bujnowski

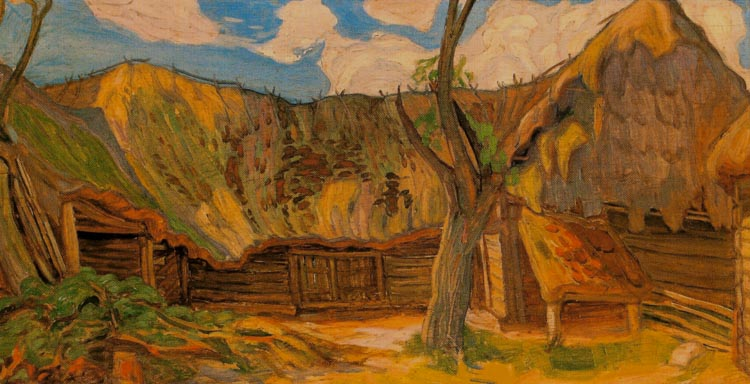
Stare stodoły. Obraz Zygmunta Bujnowskiego.

Zygmunt Tadeusz Bujnowski (ur. 2 lutego 1895 we wsi Kutyłowo-Perysie koło Bogut, zm. 5 marca 1927 w Tykocinie) – polski malarz.

## Życiorys
Studiował na wydziale malarskim Carskiej Akademii Sztuk Pięknych w Petersburgu i w Polskiej Szkole Sztuk Pięknych w Kijowie. Debiutował w Zachęcie w Warszawie w 1918 roku.

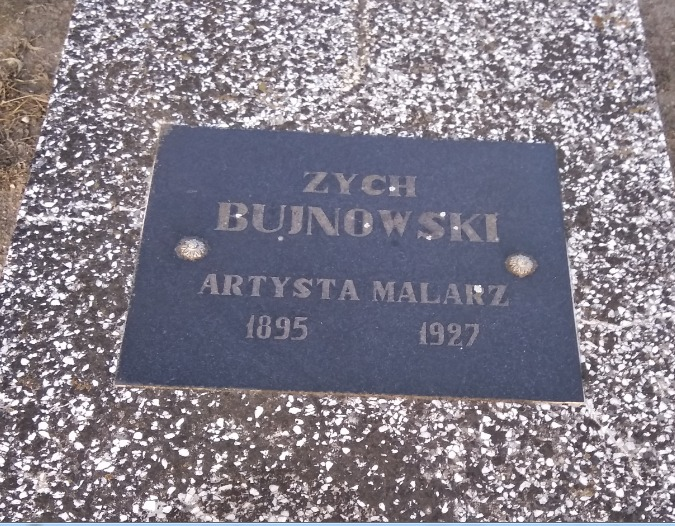
Grób Zygmunta Bujnowskiego w Tykocinie